# WXYT-AM

WXYT-AM est une station de radio américaine située à Détroit dans le Michigan. Elle a porté le nom WGHP de 1925 à 1930 puis WXYZ de 1930 à 1984. Elle appartient désormais à CBS Radio mais a été détenue de 1946 à 1984 par American Broadcasting Company.
La station est aussi connue pour avoir créé plusieurs séries radiophoniques à succès, ayant généré plusieurs adaptations, dont The Lone Ranger, Sergeant Preston et Le Frelon vert.

## Propriétaires
- 1925-1930 : George Harrison Phelps
- 1930-1946 : KingTrendle Broadcasting
- 1946-1984 : American Broadcasting Company
- 1984-1986 : Fritz Broadcasting
- 1986-1994 : Scripps-Howard
- 1994-1997 : Infinity Broadcasting Corporation
- 1997-aujourd'hui : CBS Corporation (CBS ayant racheté Infinity)